# CIMPA

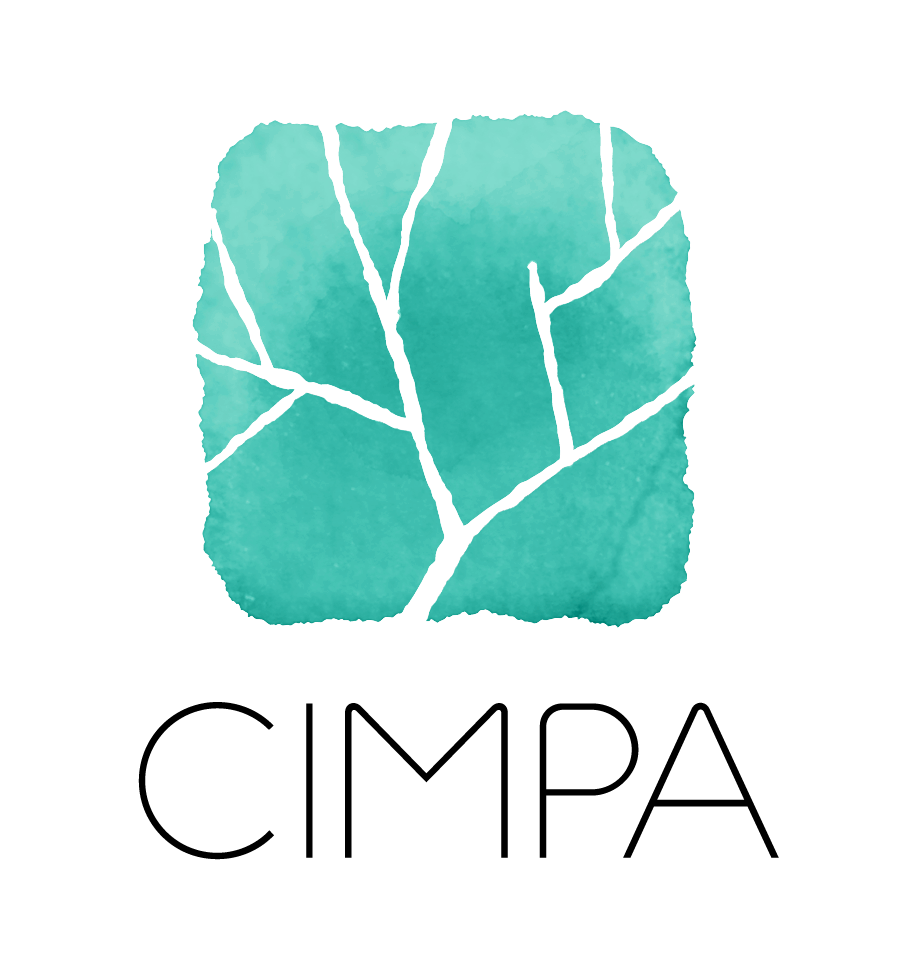
Logo del Centro Internacional de Matemáticas Puras y Aplicadas (CIMPA)

El Centre International de Mathématiques Pures et Appliquées (CIMPA; en español: Centro Internacional de Matemáticas Puras y Aplicadas) es una asociación francesa ley 1901 cuya misión es promover la investigación matemática en los países en desarrollo. El CIMPA es un centro de la UNESCO de categoría 2 con sede en Niza y financiado por Alemania, España, Francia, Noruega y Suiza.

## Historia
A raíz de una recomendación formulada en la 18.ª reunión de la Conferencia General de la UNESCO en París en 1974, la creación del CIMPA se decidió en la 19.ª reunión de la Conferencia General de la UNESCO en Nairobi en 1976. Por iniciativa del gobierno francés y de un grupo de miembros fundadores (J.P. Aubin, J. Cea, P. Deheuvels, F. Vestido, C. Godbillon, H. Hogbe Nlend, J.L. Lions, J.L. Koszul, E.J. Picard, A. Revuz, P . Sabourin), el Centro Internacional de Matemática Pura y Aplicada fue creado formalmente como asociación ley 1901 el 30 de octubre de 1978. Según sus estatutos, su misión es la formación de matemáticos procedentes prioritariamente de los países en desarrollo mediante cursos durante el año, escuelas temáticas, y becas para programas temáticos y estancias de investigación. La sede del CIMPA se encuentra en Niza y su universidad huésped es la Université Côte d’Azur.

## Actividades
La principal actividad del CIMPA es la organización de en torno a una veintena de escuelas de investigación cada año en países en desarrollo, denominadas Escuelas CIMPA. Esta actividad se complementa con  acciones tales como los Cursos CIMPA, que permiten financiar cursos  de apoyo a programas de Máster, escuelas doctorales u otros programas. Las Becas CIMPA (CIMPA Fellowships) ofrecen apoyo financiero a la participación de estudiantes o jóvenes investigadoras e investigadores  en trimestres temáticos. Finalmente, el programa CIMPA-ICTP Research in Pairs dan la oportunidad a colegas procedentes de países en desarrollo de venir a trebajar en un proyecto de investigación con un, o una, colega en Europa durante varias emana. 
CIMPA financia asimismo escuelas en colaboración con sociedades científicas como la Unión Matemática Africana (UMA), la Unión Matemática de América Latina y el Caribe (UMALCA), la Sociedad Matemática de Asia del Sudeste (SEAMS) y la Asociación de Ciencias Matemáticas del Sur de África. El CIMPA también trabaja en colaboración con otras organizaciones con objetivos similares como la Unión Matemática Internacional y el Centro Internacional de Física Teórica.

## Financiación
Las principales fuentes de financiación del CIMPA son el Ministerio de Educación Superior e Investigación de Francia, la Universidad Côte d'Azur, el Laboratorio de excelencia CARMIN (Centro de Recepción y de Encuentros Internacionales de Matemáticas), y el Instituto Nacional de Ciencias Matemáticas y sus interacciones (INSMI) del Centro Nacional de Investigación Científica (CNRS) de Francia. Desde el 2009, el CIMPA cuenta también con el apoyo del Ministerio de Economía y Competitividad (MINECO, España, actualmente Ministerio de Ciencia, Innovación y Universidades) y desde el  2011 del Ministerio de Educación e Investigación (Noruega), y de una financiación de Suiza a través de la Universidad de Neuchâtel. Alemania se incorporó a CIMPA como país miembro en 2022.

## Presidentes
- 1978: Jean Céa
- 1979–1988: Henri Hogbe Nlend
- 1989–1992: François Dress
- 1993–1996: Attia Ashour
- 1997–2000: Roger Ballay
- 2001–2004: Mohamed Jaoua
- 2005–2008: Mario Wschebor
- 2009-2016: Tsou Sheung Tsun
- Desde enero de 2017: Barry Green

## Directores ejecutivos
- 1979–1984: Pierre Grisvard
- 1985: Solange Delache
- 1986–1991: Jean-Michel Lemaire
- 1992–1994: Georges Dloussky
- 1994: Jean Pouget
- 1995–2000: Claude Lobry
- 2000–2008: Michel Jambu
- 2008-2016: Claude Cibils
- 2016-2020: Ludovic Rifford.
- Desde septiembre de 2020: Christophe Ritzenthaler